# 狭心症治療薬

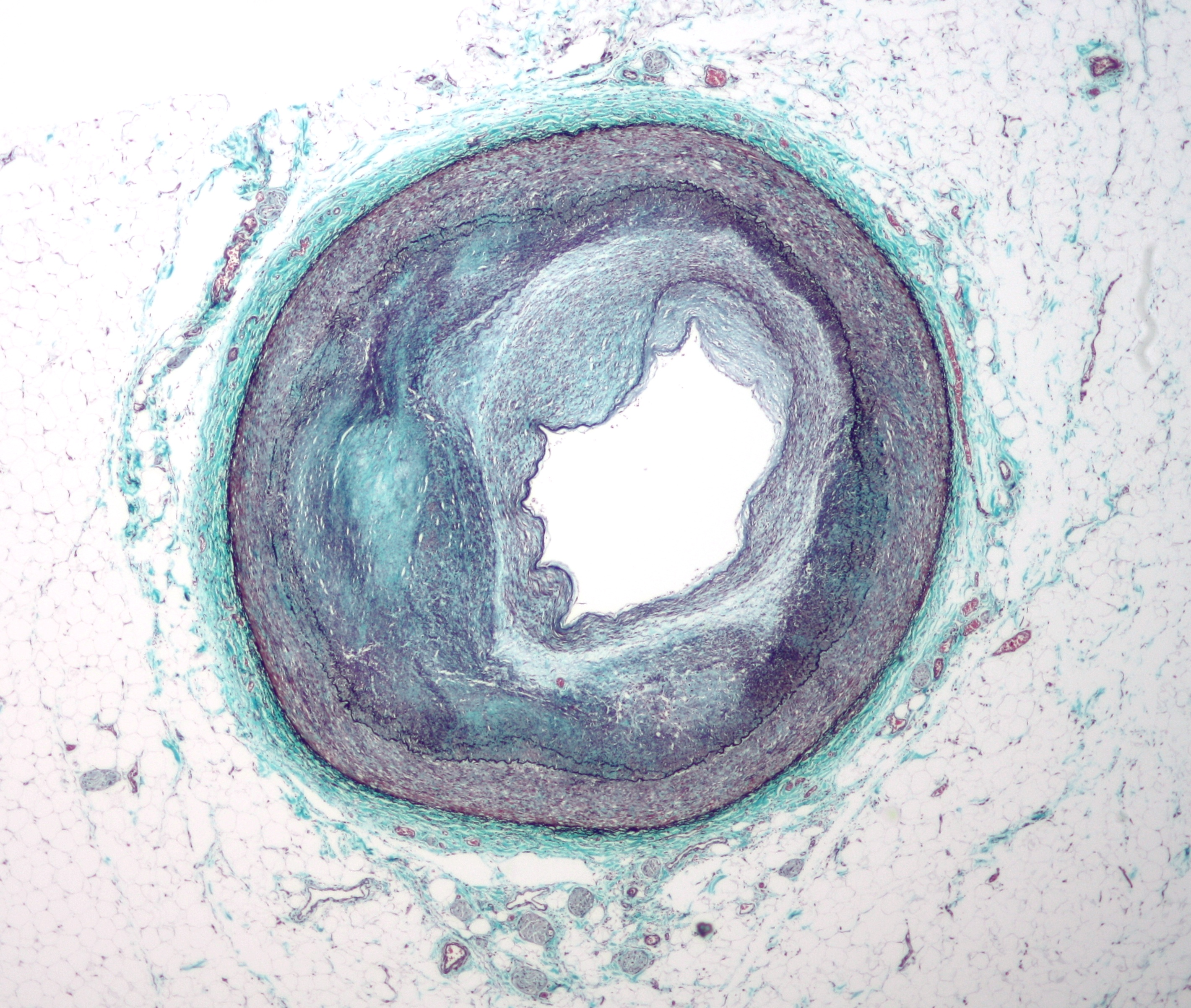
アテローム性粥状硬化症による冠状動脈の狭窄。青く染色された部分の中央にあいた空白が血管内腔である。発作の予防はQOLの向上につながる。

狭心症治療薬(きょうしんしょうちりょうやく、Drug for Angina Pectoris)とは虚血性心疾患である狭心症の薬物治療を目的として使用される薬物である。狭心症は心筋が虚血状態となることから生じる症候群であり、絞扼感(締め付けられるような感じ)あるいは圧迫感を伴う胸痛を伴う発作が数分間にわたり生じる。この胸痛はNSAIDsなどのいわゆる痛み止めを使って収まる性質のものではなく、発作の強さや長さは患者それぞれで違いが見られる。
狭心症はその発症誘因から労作型狭心症と安静時狭心症に分類することができ、それぞれに見合った薬物治療が行われる。労作型とは冠状動脈へのアテローム性プラーク形成などにより器質的な狭窄が存在するために運動時の心筋酸素需要増大に供給が追いつかず、発作が生じるものである。一方で夜間の安静時などにおいても発作が生じるものを安静時狭心症と称しており、冠状動脈の攣縮を伴う。
発作の原因は冠血流による酸素供給と需要のバランスの崩壊であるため、血流改善による酸素供給量の増大、あるいは酸素需要量の低下をもたらし、需要-供給のバランスを改善する薬物を治療に用いていく。それに加えて、発作が生じないようにするための予防、さらには心筋梗塞への進展を阻止することも狭心症の薬物治療を行う目的の一つである。狭心症は糖尿病や高血圧、高脂血症などの生活習慣病の結果、冠状血管の狭窄が生じることがその原因の多くを占めており、原因の除去が予防・進展の防止を行う上で重要である。これらの目的を達成するためには食事療法や運動療法、禁煙などを基本として動脈硬化対策を十分に行い、その上で薬物治療による管理をしていく。

## 狭心症治療における薬物治療の基本方針
狭心症の基本的な治療方針は冠状動脈の血流改善により心筋に十分な酸素を送り込むことであり、血管の拡張あるいは攣縮の抑制をする薬剤を投与する。そのような作用を有する薬剤として硝酸薬またはカルシウム拮抗薬が該当する。また、心筋の酸素消費量を減少させることも酸素供給-消費のバランスの是正につながるため有効な治療法であり、β受容体遮断薬は心臓の仕事量を減少させる作用がある。加えて、硝酸薬やカルシウム拮抗薬も心臓に流入する血管を拡張することで前負荷を軽減させる。

## 狭心症治療薬

### 硝酸薬

ニトログリセリン

発作治療薬の第一選択薬である。硝酸薬は体内に取り込まれた後に一酸化窒素(NO)に変換され、グアニル酸シクラーゼを活性化させる。それによって血管平滑筋の弛緩が生じ、動脈圧の低下と心臓への還流量減少により心臓の仕事量を減らす。狭心症発作時には舌下投与、スプレー(口腔内あるいは舌下)、静脈内投与により用いることで胸痛に対して速やかな改善効果が期待できる薬剤である。ニトログリセリンは徐放性製剤も存在するが、当然ながら発作治療には不向きである。硝酸イソソルビドは代謝が遅いために血中に留まる時間が長く、ニトログリセリンと共にテープ剤として発作予防薬に用いられている。特に経皮剤は肝臓での初回通過効果を受けないため、安定した血中濃度が得られることが特徴である。硝酸薬は冠血管に限らず全身の血管を拡張させるため、副作用として血圧の低下や反射性の頻脈、頭痛、めまい、顔面紅潮、動悸などを起こしうる。
- ニトログリセリン(Nitroglycerin,NTG)
- 硝酸イソソルビド(Isosorbide Dinitrate,ISDN)
- 一硝酸イソソルビド(Isosorbide Mononitrate,ISMN)
- ニコランジル(Nicorandil)
- 亜硝酸アミル(Amyl Nitrite)

### カルシウム拮抗薬

ニフェジピン。

カルシウム拮抗薬は平滑筋の膜電位依存性L型カルシウムチャネルの機能を阻害する。カルシウムチャネルを介したカルシウムイオンの細胞内流入は筋収縮を引き起こす作用があり、カルシウム拮抗薬の投与により筋肉の弛緩、すなわち血管の拡張が生じる。カルシウム拮抗薬による血管拡張は冠状血管に限らず、全身すべての血管において生じる。特に安静型狭心症における冠スパズムに対して著明な効果を示す。それに加えて、後負荷の軽減や心筋収縮力の低下による酸素消費量の減少もカルシウム拮抗薬の抗狭心症作用を支える。カルシウム拮抗薬は薬物代謝酵素であるCYP3A4により代謝されるが、グレープフルーツジュースは小腸に発現するCYP3A4の活性を抑制するため、薬物の血中濃度の変動をきたす。そのため、カルシウム拮抗薬の内服中はグレープフルーツジュースをはじめとしたCYP3A4活性に影響を与えるものの摂取を避けなければならない。
- ニフェジピン(Nifedipine)
- ベラパミル(Verapamil)
- アムロジピン(Amlodipine)
- ベニジピン(Benidipine)
- ベプリジル(Bepridil)
- ニトレンジピン(Nitrendipine)
- ジルチアゼム(Diltiazem)
- エホニジピン(Efonidipine)
- ニソルジピン(Nisoldipine)

### β受容体遮断薬

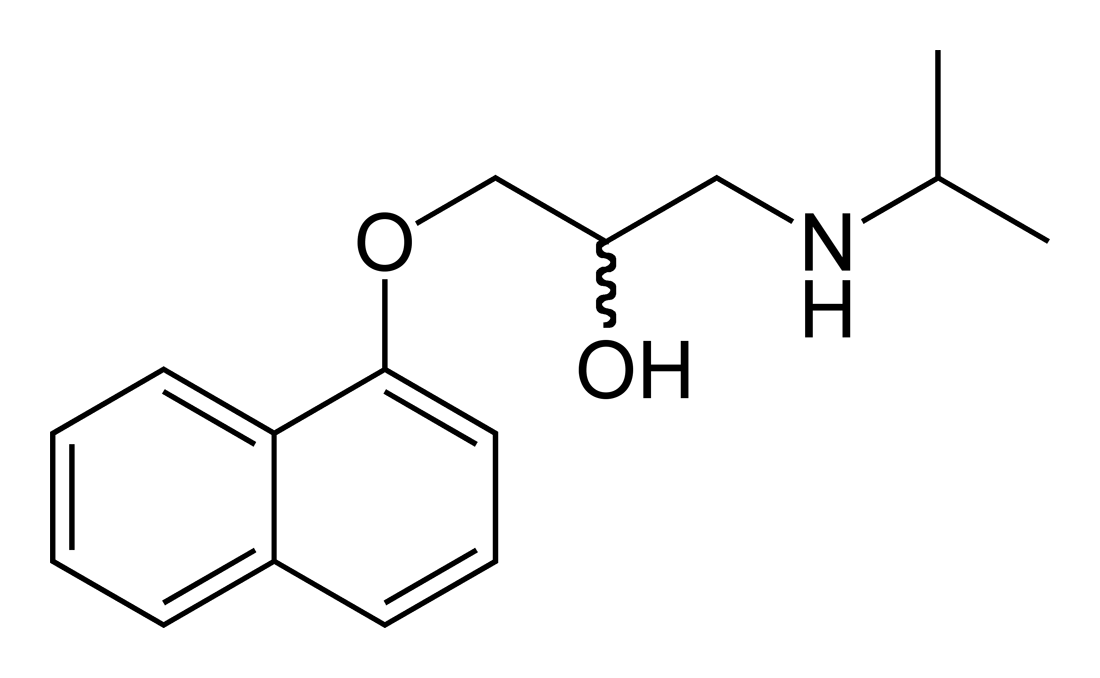
プロプラノロール。

交感神経β受容体のサブタイプの一つであるβ1受容体に対してリガンドであるアドレナリンが結合するとGタンパク質の一種であるGsタンパク質を介してアデニル酸シクラーゼ(AC)の活性化を引き起こす。これによりサイクリックAMP(cAMP)の形成を促進が生じ、β作用が発現する。心臓ではβ1受容体が豊富に発現しており、心拍数の増加や心筋収縮力の増強を引き起こすことが知られている。結果として心臓の酸素消費量が増大し、狭心症発作を引き起こしやすくなる。β受容体の阻害薬は運動時の血圧上昇及び心臓の仕事量を減少させるため、特に労作型狭心症に対して有効である。一方で冠スパズムにより引き起こされる狭心症発作に対しては有効性が認められない。また、狭心症に加えて心不全を合併している患者に対して使用する際には十分な観察が必要である。β受容体遮断薬の投与中は細胞表面のβ受容体発現が増強しており、突然の投与中止により強いβ作用が引き起こされる可能性があるため中止する際には時間をかけて徐々に投与量を減らしていく。なお、気管支平滑筋の弛緩を引き起こすβ2受容体に対しての遮断活性が高い薬物は気管支喘息患者への投与禁忌となっている。
- アテノロール(Atenolol)
- インデノロール(Indenolol)
- ピンドロール(Pindolol)
- カルベジロール(Carvedilol)
- セリプロロール(Celiprolol)
- カルテオロール(Carteolol)
- アセブトロール(Acebutolol)
- ナドロール(Nadolol)
- ニプラジロール(Nipradiolo)
- ビソプロロール(Bisoprolol)
- ベタキソロール(Betaxolol)
- メトプロロール(Metoprolol)
- プロプラノロール(Propranolol)
- チリソロール(Tilisolol)
- アルプレノール(Alprenolol)
- ブフェトロール(Bufetolol)
- オクスプレノロール(Oxprenolol)

### その他の血管拡張薬
- ジピリダモール(Dipyridamole)

アデノシンの作用増強による血管拡張、トロンボキサンA2の合成阻害による血栓・塞栓抑制。
- ジラぜプ(Dirazep)

トロンボキサンA2阻害及びプロスタサイクリン合成促進。
- トラピジル(Trapidil)

ホスホジエステラーゼ阻害作用に基づく血管拡張。
- トリメタジジン(Trimetazidine)

心筋保護作用及び血小板凝集抑制作用。